# 流麻溝十五號
《流麻溝十五號》（白話字：Lô͘-môa kau cha̍p gō͘ hō）是一部於2022年上映的台灣歷史片。改編自曹欽榮的《流麻溝十五號：綠島女生分隊及其他》一書，背景為綠島獄中組織案。講述 1950 年代女性政治受難者到綠島集中營進行「思想再教育」的真實故事，英文片名「Untold Herstory」已道盡失語的年代（英文的「歷史」一詞為history，herstory可譯為「她們的故事」）。此電影由周美玲執導，姚文智出品，張永昌監製，余佩真、連俞涵、徐麗雯主演，講述在1950年代戒嚴時期的綠島新生訓導處一批女思想犯的故事。本片受文化部影視及流行音樂產業局補助新臺幣1,500萬元。電影於2022年10月28日於全臺正式上映。

## 故事大綱
故事背景從1950年代切入，彼時的臺灣因韓戰的爆發而被納入冷戰太平洋島鏈，整座島嶼被白色恐怖的肅殺所籠罩，威權統治的蔣中正政府忌憚美國政府不悅以及麥卡錫主義，面對異議份子，不敢再像二二八與二七部隊那樣屠殺掃射，但又不能不管；因此改設立樣板監獄，以安置之名將思想犯關進監獄統一管理，並選址於與台灣本島一海之隔的綠島。許多血跡斑斑的故事便在火燒島上反覆發生。
電影共刻畫三位不同年齡與身份的女性，包括女學生、才華洋溢的舞者與年輕母親，一同被帶至火燒島服刑，被抹去名字，改以編號代稱，就連戶籍謄本上也沒有相關資料，僅以「流麻溝十五號」六字代替。

## 劇情簡介
單純的高中生余杏惠，莫名被當作思想犯，遭判刑送往新生訓導處思想改造。從不踰矩的杏惠始終不解其入罪緣由。每天面對長官欺凌、新生間打小報告。絕望之際，眼見陳萍的強烈求生意志，與嚴水霞於苦難中的不卑不亢，以及與林耀輝萌芽中的愛情，杏惠重拾信念。同時，新生訓導處處部發起「一人一事良心救國運動」，引起新生反抗。正以為抵抗成功時，處長展開肅清。杏惠被要求供出嚴水霞與林耀輝等人的犯行，糾結不從而遭受酷刑。無奈嚴水霞仍遭羅織入罪，遣返回台。杏惠後受陳萍的鼓舞，決定一起活著離開火燒島。

## 演員
- 余佩真 飾 余杏惠
- 連俞涵 飾 陳萍
- 徐麗雯 飾 嚴水霞
- 徐韜 飾 林耀輝
- 莊岳 飾 莊正雄
- 楊大正 飾 王醫生
- 李雪 飾 羅幹事
- 安乙蕎 飾 廖素琴
- 楊鎮 飾 王銘
- 馬力歐 飾 大隊長
- 邱逸峰 飾 戴少校
- 鄧筠熹 飾 黃蔡昭娣
- 林冬 飾 洪瑪雅（林慶台之女）
- 蕭涵方 飾 小吳幹事
- 陳逸帆 飾 軍官
- 馬俊麟 飾 軍官
- 盧子文 飾 蔣介石
- 蔡哲文 飾 莊有福
- 陳博正 飾 嚴水霞之父

## 製作團隊
- 出品：湠臺灣電影股份有限公司、文化內容策進院
- 出品人：姚文智
- 導演：周美玲
- 監製：張永昌 (導演)
- 原著：曹欽榮
- 製片：林嘉琪
- 編劇：周美玲、吳旻炫
- 海外統籌：舒琪
- 攝影：劉芸后
- 燈光：蕭俊良
- 剪輯：周美玲、陳小菁
- 美術：周志憲
- 造型選角：王佳惠、楊書嵐
- 後期：張永昌
- 剪接：周美玲、陳小菁
- 聲音設計：簡豐書
- 原創電影音樂：盧律銘
- 原創電影歌曲：曹雅雯《永遠的所在》、林冬《我活得很好》
- 影像後期：百聿數碼創意股份有限公司
- 視覺特效：沸騰了映像有限公司
- 混音製作：中影股份有限公司錄音室
- 製作公司：湠臺灣電影股份有限公司
- 發行公司：牽猴子股份有限公司
- 海報設計：陳世川
- 群眾集資：貝殼放大股份有限公司

## 製作
2021年11月，《流麻溝十五號》於臺東縣綠島鄉當地進行開拍作業，是姚文智成立的「湠臺灣電影公司」首部作品。
因還原1950年代綠島監獄的實景性、勞動教育與思想犯的生活，劇組團隊與國家人權博物館合作，在白色恐怖綠島紀念園區內外搭設進行實景拍攝。
2022年7月27日，製片團隊發起後製與宣傳集資計畫，募集後製、宣傳與海內外發行的經費。

### 時間軸
故事背景從1950年代切入，彼時的臺灣被納入冷戰太平洋島鏈，整座島嶼被白色恐怖的肅殺所籠罩，威權、獨裁的政府忌憚美方不悅，面對異議份子，不敢再像二二八那樣屠殺掃射，改以設立樣板監獄，假安置之名卻施凌遲之實對待所謂的「思想犯」，並選址於與台一海之隔的綠島。許多血跡斑斑的故事便在火燒島上反覆發生。這起被稱為綠島「獄中再叛亂案」，總計14人遭槍決。1949-1988年蔣介石、蔣經國統治期間，總計近1,100名思想犯遭到槍決，坐牢者約15,000人，國家檔案顯示公文悉由蔣介石親批，一人判生死。

### 製作背景
《流麻溝十五號》為湠臺灣電影公司的首部鉅作，出品人姚文智花費多年，希望透過《流麻溝十五號》電影將這段白色恐怖歷史留存，讓臺灣這一代與下一代，看見過去經歷過的苦難，看見民主與自由的可貴，以更豐富多元的角度認識臺灣。「了解」並不是為了「接受」，而是讓我們有更多選擇、保有自己的獨立思想，這更是臺灣最可貴的地方。

## 迴響

### 募資
作為首部募資的電影，《流麻溝十五號》於嘖嘖募資上，募得逾新台幣1200萬元，超過5700人支持，登上2022年電影類募資冠軍。

### 票房
2022年10月28日，《流麻溝十五號》於臺灣院線上映。上映首週獲得近700萬票房、成為該週臺灣影視新片冠軍。 上映二週票房突破1,600萬，第四周更突破3,000萬。國家影視中心資料票房為40,081,365元。

## 獎項紀錄
| 年份 | 典禮名稱                              | 獎項                                 | 入圍者                       | 結果 |
| ---- | ------------------------------------- | ------------------------------------ | ---------------------------- | ---- |
| 2022 | 第59屆金馬獎                          | 最佳原創電影歌曲                     | 永遠的所在 作詞/作曲：曹雅雯 | 提名 |
| 2023 | 高雄電影節                            | 作為開幕片                           | 流麻溝十五號                 | 入選 |
| 2023 | 鹿特丹影展                            | 國際電影長片競賽：Harbour 單元       | 流麻溝十五號                 | 入選 |
| 2023 | 瑞士佛瑞堡影展 （页面存档备份，存于） | 國際電影長片競賽                     | 流麻溝十五號                 | 提名 |
| 2023 | 全州國際電影節                        | Frontline單元 （页面存档备份，存于） | 流麻溝十五號                 | 入選 |
| 2023 | 第23屆台北電影獎                      | 最佳電影行銷獎                       | 流麻溝十五號                 | 提名 |

## 外部連結
- 流麻溝十五號集資計畫 （页面存档备份，存于）
- 流麻溝十五號的Facebook專頁
- 互联网电影数据库（IMDb）上《流麻溝十五號》的资料（英文）
- 台灣電影網上《流麻溝十五號》的資料（繁體中文）